# (269397) 2009 RB
(269397) 2009 RB es un asteroide perteneciente al cinturón de asteroides, descubierto el 2 de septiembre de 2009 por el equipo del Observatorio Astronómico de Mallorca desde el Observatorio Astronómico de La Sagra, Puebla de Don Fadrique (Granada), España.

## Designación y nombre
Designado provisionalmente como 2009 RB.

## Características orbitales
2009 RB está situado a una distancia media del Sol de 2,580 ua, pudiendo alejarse hasta 3,141 ua y acercarse hasta 2,019 ua. Su excentricidad es 0,217 y la inclinación orbital 14,189 grados: emplea 1513,94 días en completar una órbita alrededor del Sol.
Pertenece a la familia de asteroides de (15) Eunomia.

## Características físicas
La magnitud absoluta de 2009 RB es 15,46. 